# Стюарт, Роберт, 1-й граф Оркнейский
Роберт Стюарт (англ. Robert Stewart, 1st Earl of Orkney; весна 1533 — 4 февраля 1593), 1-й граф Оркнейский и лорд Шетландский (с 1581 г.) — шотландский аристократ, основатель автономного княжества на Оркнейских островах.

## Биография
Роберт Стюарт был незаконным сыном короля Шотландии Якова V и его любовницы Ефимии Элфинстоун. Роберт Стюарт был сводным братом Марии Стюарт, королевы Шотландии, и дядей Якова VI (I), короля Шотландии и Англии.
В 1539 году Роберт Стюарт был назначен комендатором Холирудского аббатства, а к 1557 году — комендатором аббатства Чарлье во Франции.
В 1550 году, после завершения войны, известной как «Грубое ухаживание», он сопровождал свою мачеху Марию де Гиз во время визита к французскому двору. Во время кризиса Реформации 9 февраля 1560 года он дал показания против Гамильтонов, герцога Шательро и графа Аррана, а также протестантских лордов конгрегации Джеймса Макгилла и Джона Беллендена. Они собирали доказательства для Анри Клютена и Жака де ла Бросса, французских советников Марии де Гиз, которые планировали предъявить Гамильтонам обвинение в измене его сводной сестре Марии, королеве Шотландии и Франции. Сам Роберт подписал несколько писем, которые должны были быть приведены в качестве доказательств.
Мария, королева Шотландии, вернулась в Шотландию 19 августа 1561 года, неожиданно прибыв в Лит в 10 часов утра со своей свитой из 60 спутников на двух галерах. Лорд Роберт приветствовал её во дворце Холируд. Роберт, его сводный брат лорд Джон, маркиз Эльбеф и другие выступали на песках Лейта на турнире в декабре 1561 года. На песках Лита был «бег на ринге» с двумя командами по шесть человек, командой Роберта. одетые как женщины, другие как экзотические иностранцы в странных маскировочных одеждах. Команда Роберта стала победителем. Подобный турнир проводился в 1594 году при крещении принца Генриха в замке Стерлинг. Посол Савойи, господин де Морэ, наблюдал за турниром в Лейте, и его поселили в доме лорда Роберта в Холируде.
В 1564 году королева Мария Стюарт даровала своему единокровному брату королевские земли и права на Оркнейских островах. В 1568 году Роберт вынудил епископа Оркнейского уступить ему церковные земли и епископские права на островах, а в 1581 году он получил титул графа Оркнейского. Таким образом Роберту Стюарту удалось сконцентрировать в своих руках всю полноту государственной и церковной власти на островах и сформировать автономное княжество, лишь номинально подчинявшееся королю Шотландии.
Роберт Стюарт был посвящен в рыцари как сэр Роберт Стюарт Стратдонский 15 мая 1565 года в рамках празднования свадьбы Марии, королевы Шотландии, и Генриха Стюарта, лорда Дарнли.
Новое графство заменило недолговечное герцогство Оркнейские, которое в 1567 году было пожаловано Марией Стюарт, королевой Шотландии, её печально известному третьему мужу Джеймсу Хепберну, 4-му графу Ботвеллу. Это герцогство было утрачено позже в том же году после того, как Мэри была вынуждена отречься от престола, а Ботвелл был обвинен в государственной измене. До этого герцогства существовало графство Оркнейских островов, которое было сдано в 1470 году Уильямом Синклером, 3-м графом Оркнейских островов.
Созданию этого государственного образования способствовала неопределенность правового статуса Оркнейских и Шетлендских островов, которые так и не были никогда формально переданы Норвегией Шотландии. Кроме того, норвежская правовая система также не была окончательно ликвидирована, что позволило графу, играя на противоречиях шотландского и норвежского права, подчинить себе всю судебную систему островов.
Мария Стюарт написала завещание в Шеффилде в 1577 году, безрезультатно объявив его титул на Оркнейские острова недействительным , после того, как Роберт был заключен в тюрьму в 1575 году за получение письма от короля Дании и Норвегии Фредерика II, объявившего его сувереном Оркнейских островов. Его преступления включали сговор с шетландскими пиратами. Граф был заключен в тюрьму во дворце Линлитгоу. Он был освобожден в 1579 году. Он построил дворец Бирсай на Оркнейских островах.
Роберт Стюарт чувствовал себя полновластным хозяином Оркнейских и Шетлендских островов и даже вел тайные переговоры с королём Дании в надежде закрепить особый правовой статус княжества. После смерти графа в 1593 году ему наследовал его старший сын Патрик.

## Семья
13 или 14 декабря 1561 года Роберт Стюарт женился на леди Джин Кеннеди (до 1558 — ок. 1598), дочери Гилберта Кеннеди, 3-го графа Кассилиса (1515—1558), и Маргарет Кеннеди. Английский дипломат Томас Рэндольф писал, что «лорд Роберт сгорает от любви к сестре Кассиллиса». В это время у лорда Роберта был дом недалеко от Холирудского дворца, но свадьба состоялась в доме одного из друзей её семьи . У супругов были следующие дети:
- Мэри Стюарт, которая вышла замуж за Патрика Грея, 6-го лорда Грея (? — 1612)[12]
- Джин Стюарт, которая вышла замуж за Патрика Лесли, 1-го лорда Линдореса (? — 1608)[13]
- Генри Стюарт, мастер Оркнейских островов (февраль 1565—1590)[14]
- Патрик Стюарт (1565/66 — 6 февраля 1615), унаследовавший титул графа Оркнейского и женившийся на Маргарет Ливингстон (? — 1622)[15].
- Джон Стюарт (? — ок. 1645), ставший графом Карриком и женившийся на Элизабет Говард
- Роберт Стюарт, был посвящен в рыцари и известен как сэр Роберт Стюарт Миддлтонский[15]. Заключен в тюрьму за долги в Лондоне в 1606 году[16].
- Джеймс Стюарт, был посвящен в рыцари и известен как сэр Джеймс Стюарт из Эдея и Таллоса и женился на Маргарет Лайон
- Элизабет Стюарт, которая вышла замуж за Джеймса Синклера из Муркла в Кейтнессе (став свекровью Джона Маккея, лэрда Страти в Стратнавере)
- Барбара Стюарт, которая вышла замуж за Хью Халкро из Халкро.

У Роберта Стюарта также было несколько внебрачных детей от нескольких любовниц.